# Патиланско царство (книги)
„Патиланско царство“ е съвременният издателски вариант, който събира в една книга поредица от малки книжки, съдържащи кратки разкази в рима, които авторът им, Ран Босилек публикува в шест отделни книжки: „Патиланчо“ (1926), „Патиланско царство“ (1927), „Бате Патилане“ (1927), „Патиланчо Данчо“ (1929), „Патиланчо на село“ (1935) и „Патиланско училище“ (1942).
Поредицата представлява писма от главния герой Патиланчо до негов приятел – Смехурко. Веселите приключения на Патиланчо и неговата дружина от любопитните, находчиви и жизнерадостни Патиланци, неизбежно ca свързани с другия централен герой в книгата, обект на техните лудории – строгата, но любяща баба Цоцолана.